# Giovanni Ameglio
Giovanni Battista Ameglio, né à Palerme le 29 octobre 1854 et mort à Rome le 29 décembre 1921, est un général italien.

## Biographie
Giovanni Ameglio est issu d'une famille aristocratique. Il entre très jeune dans l'armée italienne et sort de l'Académie militaire en 1875 avec le grade de sous lieutenant d'infanterie.
Promu capitaine, de 1887 à 1890 il participe aux campagnes africaines en se distinguant lors de l'occupation de Keren en 1889 et celle d'Adua l'année suivante. Promu major d'armée en 1894, il reçoit le commandement du V Battaglione Eritreo di Fanteria coloniale, qui a pris son nom « Battaglione Ameglio » et à la tête duquel il participe aux compagnes de 1895, 1896 et 1897, pour lesquelles il est distingué de la croix de l'Ordre des Saints-Maurice-et-Lazare. Lieutenant colonel, à partir de 1898, il commande le détachement italien de Tientsin, en Chine de 1902 à 1905.

### La guerre en Libye

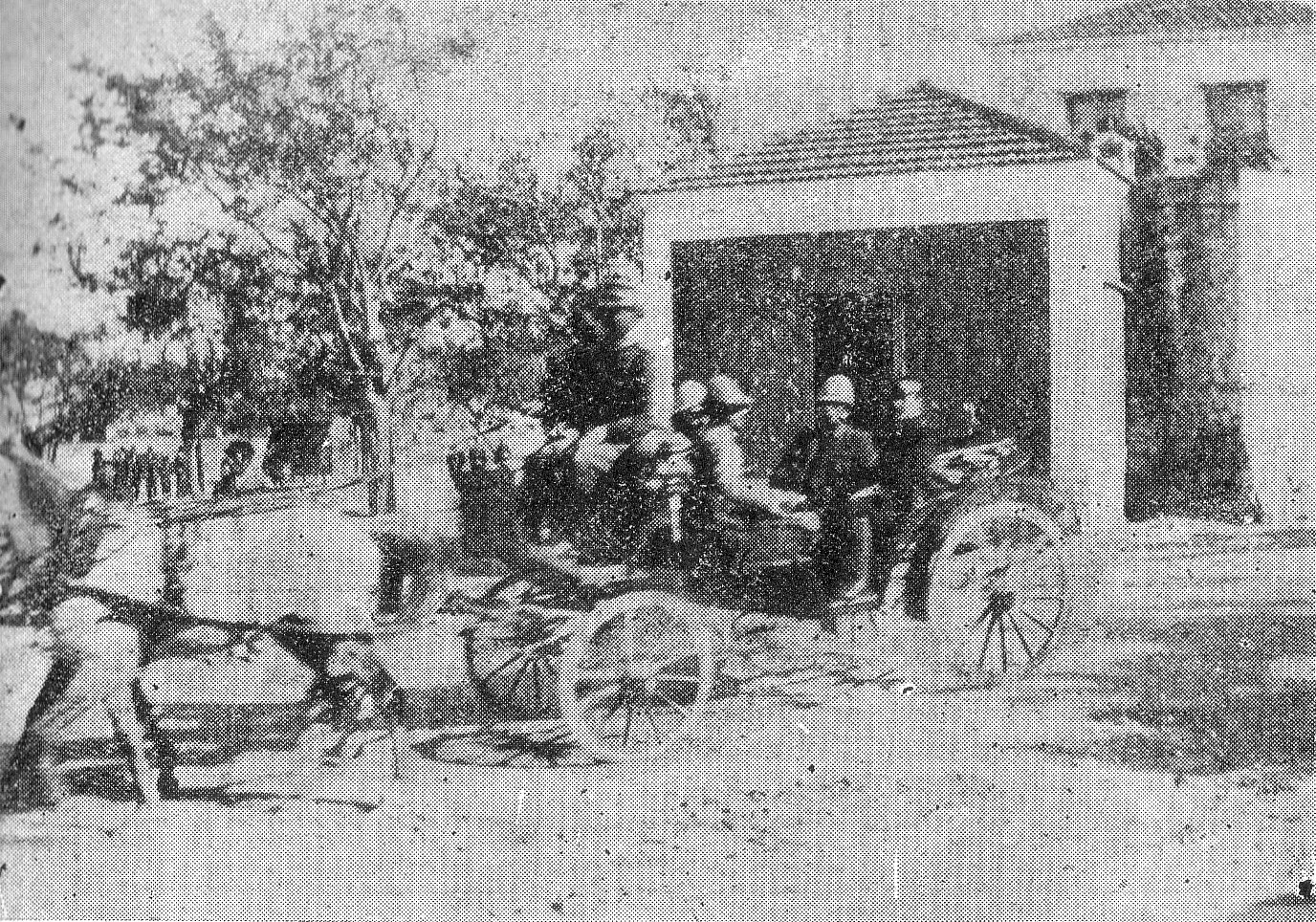
Entrée du général Ameglio et de Marcello Amero D'Aste à Rhodes en 1912

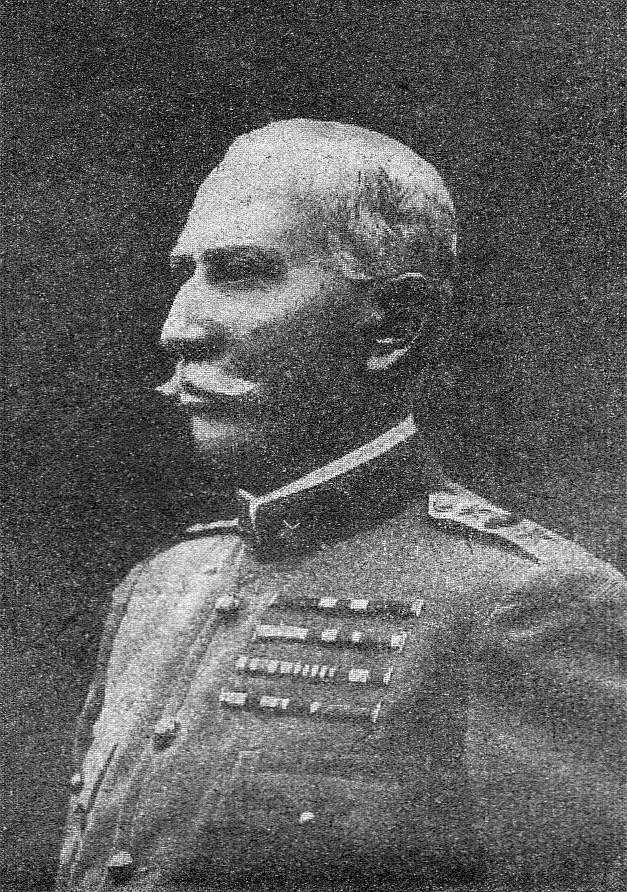
Photo de Giovanni Ameglio en uniforme

Major-général en 1910, il se distingue lors de la  Guerre italo-turque. Il devient le collaborateur du général Ottavio Briccola lors de la conquête de Benghazi  et de la Cyrénaïque.

#### L'occupation de Rhodes
Au cours du même conflit, en mai 1912, il occupe l'île de Rhodes. Les troupes italiennes débarquent à Kallithea le 4 mai et achèvent leur mission le 17 mai. Giovanni Ameglio est nommé commandant du Dodécanèse italien de la mer Égée jusqu'au 14 octobre 1913,.

### Gouverneur de la Cyrénaïque et de la Tripolitaine
En 1912, il est promu Lieutenant-général pour mérite de guerre. En octobre 1913, il devient gouverneur de la Cyrénaïque italienne jusqu'au 5 août 1918. Il devient gouverneur de la Tripolitaine italienne de 1915 au 5 août 1918. En 1920, il est nommé sénateur et commandant de la Garde royale de 1920 à octobre 1921.
Il prend ensuite sa retraite et meurt le 21 décembre 1921.

## La franc-maçonnerie
Giovanni Ameglio a été membre de la loge maçonique romaine « Propaganda massonica » du Grand Orient d'Italie.
Le 21 mars 1910, il figure parmi les fondateurs de la Grande Loge d'Italie, où il assure les fonctions de « Grand porte drapeau », Grand inspecteur général et membre actif du Conseil suprême. En 1918, il est nommé Lieutenant souverain grand commandeur honoraire.

## Distinctions
- Cavalier de l'Ordre de la Couronne d'Italie
- Commandeur de l'Ordre des Saints-Maurice-et-Lazare
- Commandeur de l'Ordre militaire de Savoie le 16 mars 1913[6]
- Médaille d'argent à la valeur militaire
- Medaglia Mauriziana al merito di 10 lustri di carriera militare
- Croix militaire pour le service (40 ans)
- Médaille commémorative des campagnes d'Afrique
- Medaglia della campagna di Cina del 1903
- Médaille commémorative de la guerre italo-turque 1911-1912
- Médaille commémorative de la guerre italo-autrichienne 1915-1918
- Médaille commémorative de l'Unité italienne
- Médaille de la Victoire interalliée